# Varry Brava
I Varry Brava sono un gruppo musicale spagnolo, originario di Orihuela, fondato nel 2009. Il gruppo è composto dal cantante Óscar Ferrer, dal tastierista Aarön Sáez e dal chitarrista Vicente Illescas.

## Storia
I Varry Brava hanno pubblicato il primo album autoprodotto Ídolo nel 2009, che li ha portati a esibirsi in diversi festival musicali iberici, tra cui il Sonorama Ribera, l'Ebrovisión, il SOS 4.8, l'Arenal Sound Festival e il concerto di capodanno organizzato da RTVE.
Nel 2012 il gruppo ha ottenuto un contratto discografico con l'etichetta Tiempo Real, con la quale hanno pubblicato l'album Demasié contente alcuni brani provenienti da Ídolo e degli inediti tra cui il singolo Calor + No gires. Due anni dopo ha seguito la pubblicazione del terzo album, Arriva: 16 horas de juego y 4 litros de bebida energética, che ha raggiunto la 54ª posizione della classifica settimanale spagnola. Nello stesso anno è uscito il singolo Salta, utilizzato dal quotidiano sportivo Marca per sostenere la squadra calcistica nazionale al Campionato mondiale di calcio in Brasile.
Nell'aprile 2016 il gruppo ha firmato un contratto discografico con Hook Management con cui hanno pubblicato l'album Safari emocional, seguito da un tour di oltre 50 date in tutta la Spagna terminato con la presentazione dell'album successivo Furor.
I Varry Brava sono stati confermati fra i quattordici artisti partecipanti a Benidorm Fest 2022, il nuovo processo di selezione per la scelta del rappresentante spagnolo per l'annuale Eurovision Song Contest, con Raffaella, un brano disco che omaggia l'omonima showgirl italiana. Dopo essersi qualificati dalla semifinale, si sono piazzati al 6º posto su 8 partecipanti nella finale del festival.

## Formazione
- Óscar Ferrer – voce (dal 2009)
- Aarön Sáez – tastiera (dal 2009)
- Vicente Illescas – chitarra (dal 2009)

## Discografia

### Album in studio
- 2009 – Ídolo
- 2012 – Demasié
- 2014 – Arriva: 16 horas de juego y 4 litros de bebida energética
- 2016 – Safari emocional
- 2018 – Furor
- 2020 – Hortera

### EP
- 2013 – Bravissimo

### Singoli
- 2009 – Ídolo
- 2012 – Calor + No gires
- 2012 – Ritual
- 2012 – No te conozco
- 2013 – Templo
- 2013 – No gires
- 2014 – Oh, Oui Oui
- 2014 – Fantasmas
- 2014 – Playa
- 2014 – Navidad
- 2016 – Flow
- 2016 – TCDS
- 2017 – Chicas (con Carlos Sadness)
- 2018 – El sitio perfecto
- 2018 – La ruta del amor
- 2018 – 400 bailes
- 2018 – Satánica
- 2018 – Nada personal
- 2019 – Dancetería (con Miss Caffeina)
- 2020 – Loco
- 2020 – Luces de neón
- 2020 – PlisDonGou
- 2020 – Mi mejor momento
- 2021 – Horteras (empapadicos) (con i Miranda!)
- 2021 – Raffaella
- 2022 – Bajo la luz perfecta (con Soleá Morente)
- 2023 – Bambú
- 2023 – Soleá morente